# 臺灣公車捷運系統
台灣公車捷運系統是關於台灣的公車捷運系統發展概述。2007年，台灣第一條BRT系統（嘉義BRT）開始營運，作為高鐵嘉義站連接嘉義市及朴子市之主要公共運輸系統，同時具備通勤通學之功能。

## 各地發展

### 嘉義
嘉義公車捷運系統開通於2007年，全長近30公里，是台灣第一個公車捷運系統，公園朴子線行駛於嘉義市、高鐵嘉義站、嘉義縣政府園區、朴子市之間（行先:嘉義公園—嘉義縣立體育館）、宏仁故宮線則行駛於宏仁女中及故宮南院間。整個系統分階段逐步建設，目前已使用低底盤公車、開放式的站台，主線路段行駛公車專用道，班距為尖峰10分鐘、離峰30分鐘（計入公園朴子線及宏仁故宮線）；若遇連假時，亦有機動加班車行駛於其間。

### 臺中(已废止)
2014年7月27日通車試營運(未正式營運)，2015年7月7日中止試營運，此系統亦同時廢止停用。

### 高雄
高雄公車捷運為台灣規劃中的BRT系統，預計將會有6條路線。

## 資料來源
1. ↑  7月8日 臺中BRT說bye bye （页面存档备份，存于），中國時報，2015年03月24日